# Patiscus papuanus
Patiscus papuanus är en insektsart som beskrevs av Andrej Vasiljevitj Gorochov 1988. Patiscus papuanus ingår i släktet Patiscus och familjen syrsor. Inga underarter finns listade i Catalogue of Life.